# Nanom-keea-po-da
Dans la mythologie abénaquise, Nanom-keea-po-da est un esprit souterrain qui provoque les tremblements de terre,.